# Clubbing (Aske Jacoby-album)
Clubbing er titlen på den danske musiker og sangskriver Aske Jacobys første livealbum som soloartist.
Albummet blev optaget den 4. februar 1997 hos Copenhagen Jazzhouse af Werner Mobile Studio og udkom et par måneder senere i april. De 70 minutters liveoptagelser indeholder i alt 9 covernumre af så forskellige artister som Bob Dylan, John Scofield og David Bowie.

## Spor
1. "Ring Them Bells" - (04:38)
2. "Mojo Highway" - (08:41)
3. "Starman" - (06:00)
4. "The Water Is Wide" - (04:40)
5. "Wabash III" - (10:46)
6. "I Loves You, Porgy" - (06:38)
7. "Naja's Dream" - (08:29)
8. "Lonely" - (04:50)
9. "John Payne" - (15:44)